# Zagon
Zagon (en hongrois: Zágon) est une commune roumaine du județ de Covasna, dans le Pays sicule en Transylvanie. Elle est composée des deux villages suivants:
- Păpăuți (Papolc)
- Zagon, siège de la commune

## Localisation
La commune de Zagon est située au sud-est du județ de Covasna, à l'est de la Transylvanie, au pied des montagnes Brețcu, sur les rives de la Zagon, à 30 km de Sfântu Gheorghe (Sepsiszentgyörgy).

## Monuments et lieux touristiques
- Église en bois St. Paraschiva du village de Păpăuți (construite en 1814), monument historique
- Église orthodoxe St. Arhangheli du village de Zagon (construite au XIXe siècle), monument historique
- Manoir Mikes Szentkereszty de Zagon (construction XVIIe siècle), monument historique[2]
- Rivière Zagon
- Monts Brețcu

## Personnalités
- Ecaterina Szabó, née le 22 janvier 1968 ancienne gymnaste
- Kelemen Mikes, né en août 1690, décédé le 2 octobre 1761, chroniqueur hongrois